# ソ連・リトアニア不可侵条約
ソ連・リトアニア不可侵条約（ソれん・リトアニアふかしんじょうやく、リトアニア語: Lietuvos–TSRS nepuolimo sutartis）は、1926年9月28日、ソビエト連邦とリトアニア共和国の間で署名された不可侵条約である。この条約においては、1920年のソビエト・リトアニア平和条約の全ての基本条項が確認された。1920年のジェリゴフスキの反乱 (w:Żeligowski's Mutiny) 以来、ポーランド管理下に置かれている事実にもかかわらず、ソ連はヴィリニュス及びヴィリニュス地方のリトアニアへの帰属を、引き続き承認した。また、クライペダ地方へのリトアニアの関与も承認した。代わりにリトアニアは、ソ連に対抗するあらゆる同盟に参加しないことに同意した。ソ連が国際連盟未加盟であった当時、それは国際的孤立を意味した。
この条約は、ロカルノ条約締結後の外交における新たな動向を目にしたリトアニアにより主導された。締結交渉は1925年12月25日、ソ連外務人民委員ゲオルギー・チチェーリンがモスクワへの帰路、カウナスに立ち寄った際に始まった。ラトビアとエストニアは、バルト協商の樹立を妨げるからと条約に難色を示し、ポーランドはリガ平和条約に違反すると明言し、ドイツはクライペダ地方に対するリトアニアの要求の増大に慎重で、交渉は難航した。
条約はリトアニア国内で論争となり、1926年11月5日の第3セイマス（議会）による批准は、リトアニアの「ボリシェビズム化」に対する学生の抗議運動を引き起こした。抗議運動の一つが軍により解散させられたため、これが1926年12月の軍事クーデターの理由の一つとして挙げられる。しかしながら外交官たちは、欧州政治において、ヴィリニュス地方に対する論争を継続することに価値があると信じていた。条約原典においては5年を期限とされていたため、1931年5月6日及び1934年4月4日に延長され、1945年12月31日までの期限とされた。また、1933年7月5日、「侵略の定義に関する条約」も両国間で署名された。
不可侵条約は、1940年6月15日、ソ連がリトアニアを占領した際に破棄された。